# Reichshoffen
Reichshoffen – miejscowość i gmina we Francji, w regionie Grand Est, w departamencie Dolny Ren.
Według danych na rok 1990 gminę zamieszkiwały 5092 osoby, 289 os./km².